# Sądy federalne w Stanach Zjednoczonych

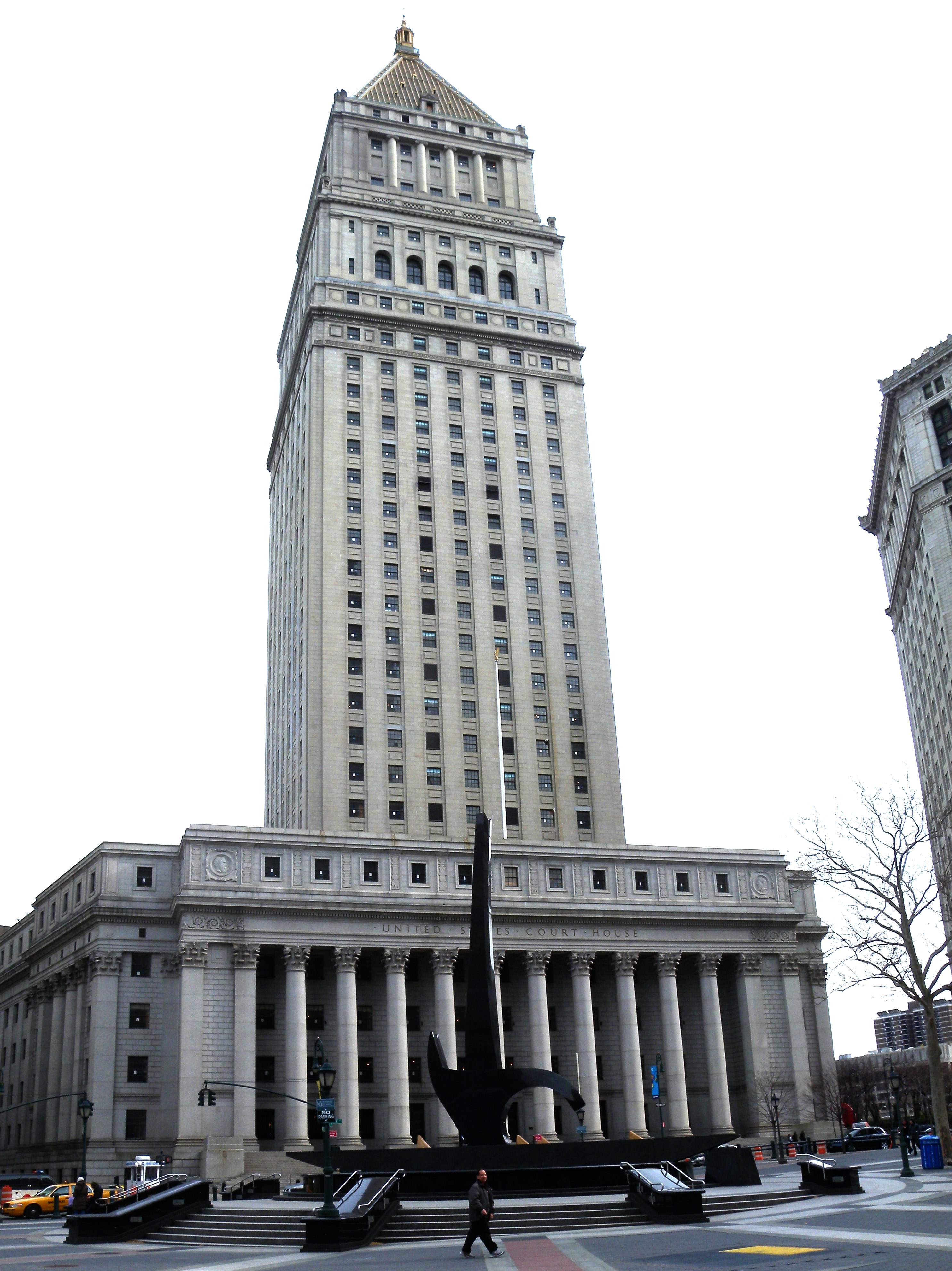
Budynek sądów federalnych na Manhattanie w Nowym Jorku, siedziba Sądu Dystryktowego USA dla Południowego Dystryktu Nowego Jorku oraz Sądu Apelacyjnego USA dla Drugiego Okręgu

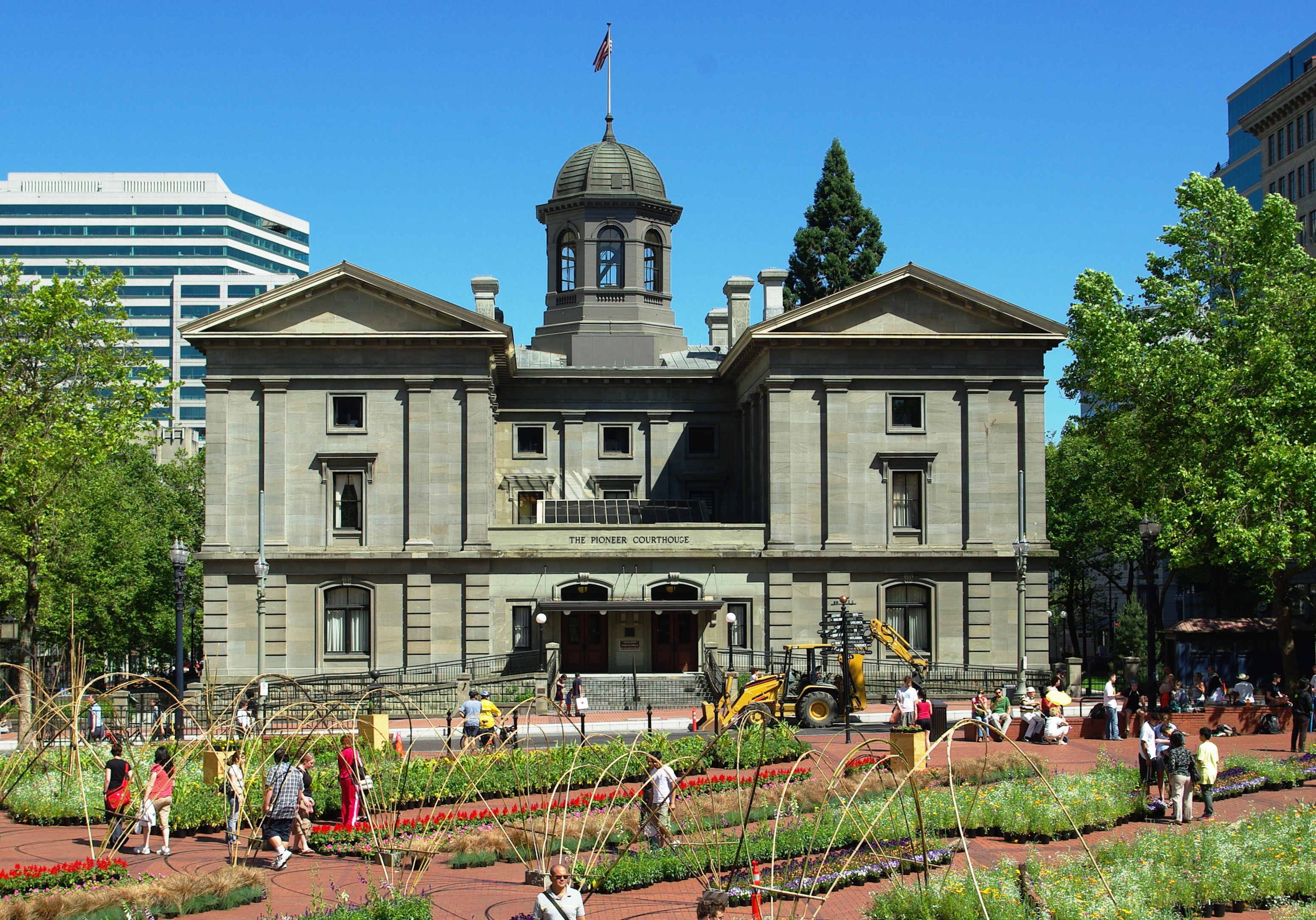
Budynek Sądu Apelacyjnego USA dla Dziewiątego Okręgu w Portland

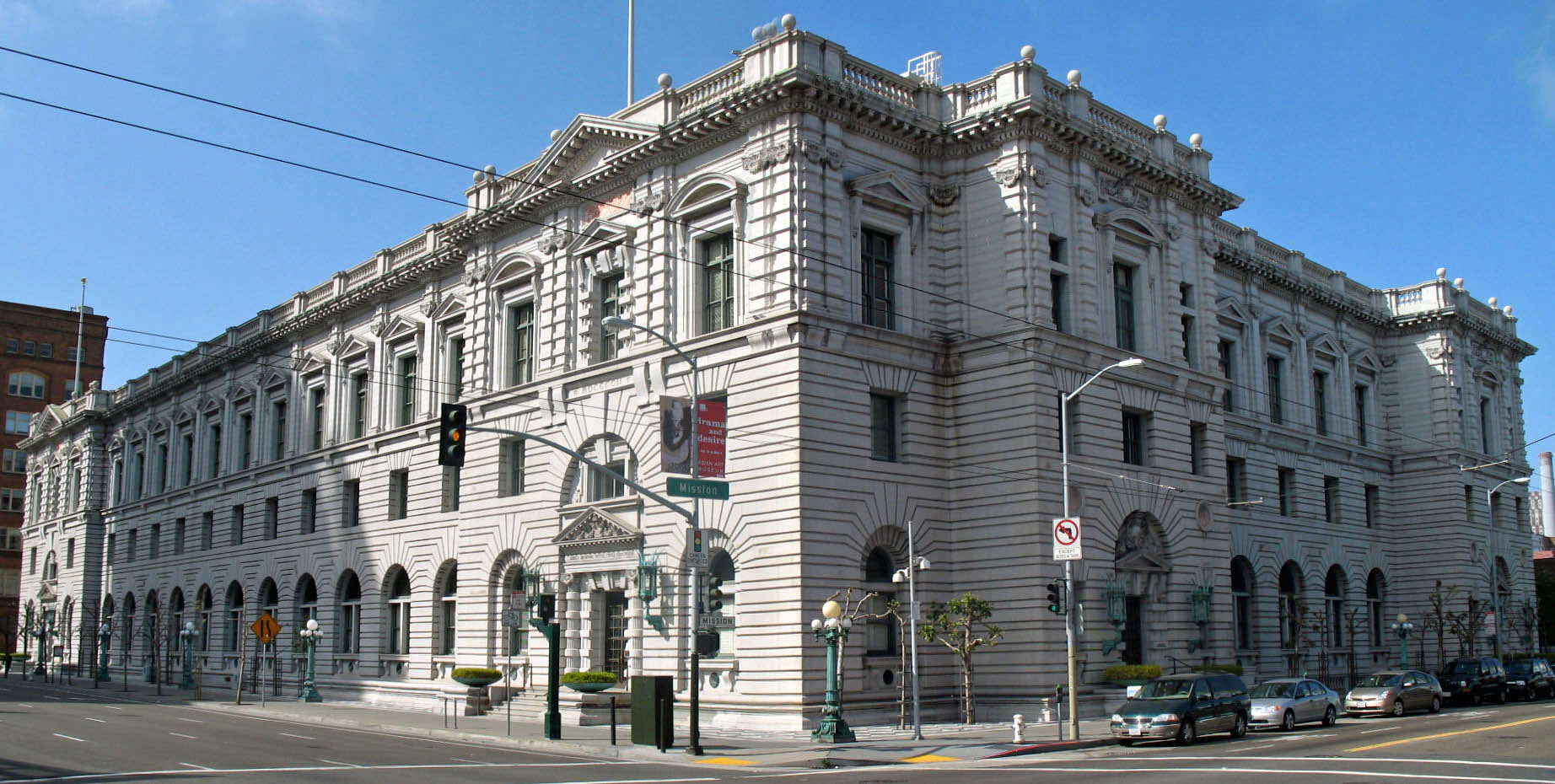
Budynek Sądu Apelacyjnego USA dla Dziewiątego Okręgu w San Francisco

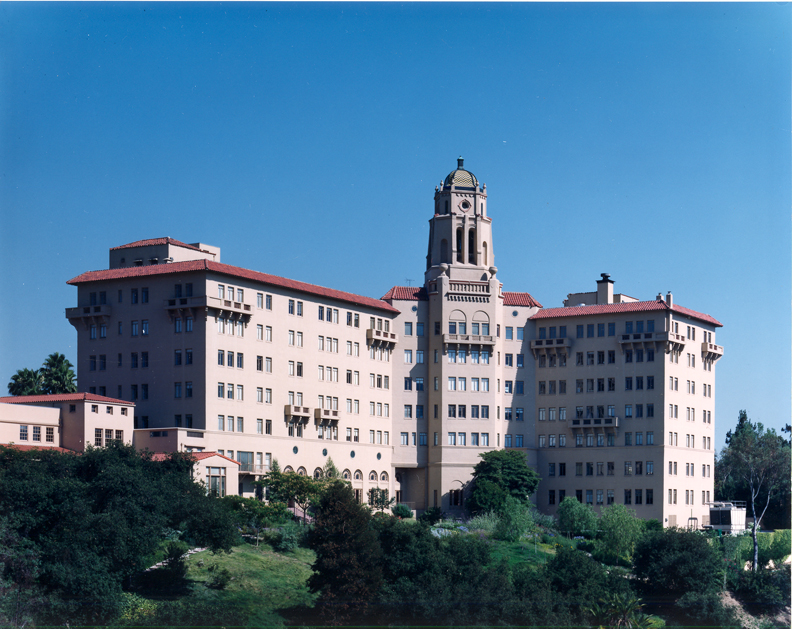
Budynek Sądu Apelacyjnego USA dla Dziewiątego Okręgu w Pasadenie

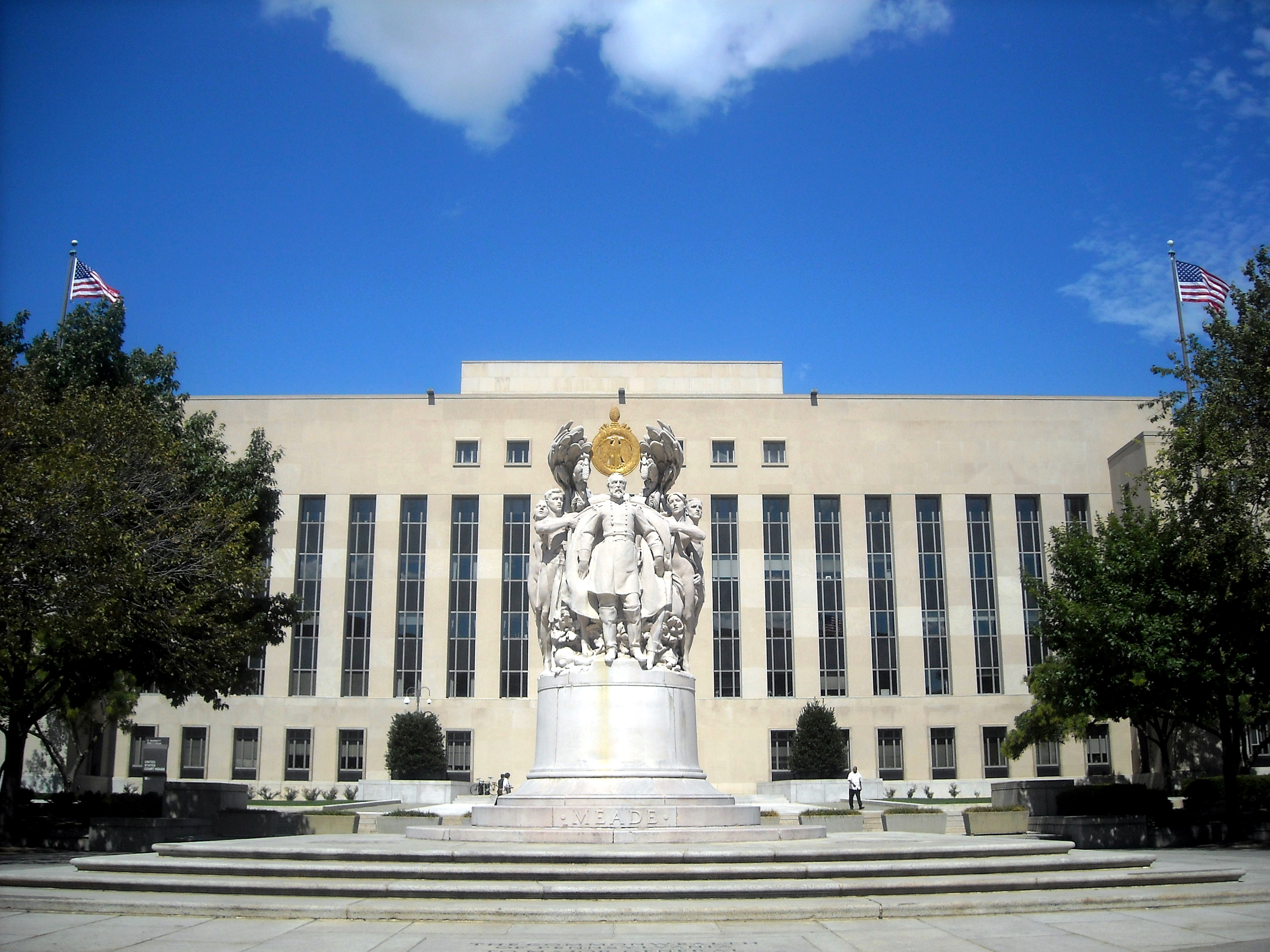
Siedziba federalnych Sądu Dystryktowego i Sądu Apelacyjnego w Waszyngtonie

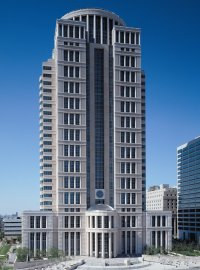
Siedziba Sądu Apelacyjnego USA dla Ósmego Okręgu w Saint Louis

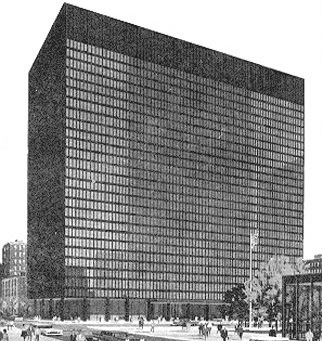
Budynek sądów federalnych w Chicago

Sądy federalne stanowią jeden z dwóch zasadniczych komponentów systemu sądownictwa w Stanach Zjednoczonych. 
Orzekają w kwestiach regulowanych przez prawo federalne, a więc stanowione przez Kongres Stanów Zjednoczonych oraz, w zakresie aktów wykonawczych, przez prezydenta USA i podległe mu instytucje. Analogiczną rolę w odniesieniu do prawa stanowego pełnią systemy sądów stanowych, odrębne dla każdego z 50 amerykańskich stanów. Dodatkowo sądy federalne mogą orzekać w wielu kategoriach spraw, które ze względu na swój charakter wykraczają poza granice jednego stanu (np. jeśli strony sporu mają siedziby w różnych stanach). W praktyce zakresy właściwości sądów federalnych i stanowych często na siebie nachodzą (zjawisko to nosi nazwę concurrent jurisdiction), co umożliwia praktykę nazywaną nieformalnie forum shopping, polegającą na tym, iż strona pozywająca wybiera ten sąd, przed którym ma w swojej ocenie największe szanse na pomyślny dla siebie wyrok. 
Sąd Najwyższy Stanów Zjednoczonych, choć należy do systemu sądów federalnych, jako jedyny spośród nich posiada prawo uchylania decyzji również sądów stanowych, w szczególności sądów najwyższych poszczególnych stanów. Określenie "sądy federalne" ma charakter częściowo potoczny. Oficjalna nazwa tej części sądownictwa brzmi "sądy Stanów Zjednoczonych".

## Sędziowie
Sędziów federalnych powołuje prezydent USA za, jak stanowi konstytucja USA, "radą i zgodą" Senatu USA. W praktyce kandydata wskazuje prezydent, następnie musi on przejść proces zatwierdzenia (confirmation) przez Senat - izbę wyższą parlamentu. Procedura ta składa się zwykle z przesłuchania (lub ich szeregu) przed odpowiednią komisją senacką, następnie komisja uchwala rekomendację dla izby, która w głosowaniu podejmuje ostateczną decyzję. Dla skutecznego powołania sędziego niezbędne jest uzyskanie w Senacie większości 2/3 głosów. Proces ten musi zostać powtórzony, jeśli sędzia awansowany jest do sądu wyższego szczebla (przy czym nie ma obowiązku, aby sędziowie zaczynali karierę od najniższego szczebla - niektórzy trafiają od razu do Sądu Najwyższego).
W przypadku sędziów sądów dystryktowych obowiązuje nieformalny zwyczaj, że prezydent przed oficjalnym zgłoszeniem kandydata uzyskuje zgodę na jego nominację od senatora reprezentującego dany stan, o ile należy on do tej samej partii co prezydent. Jeśli do partii tej należą obaj senatorowie z danego stanu, ważniejsze jest zdanie senatora o dłuższym stażu. Prezydent może zgłosić kandydata wbrew senatorowi, lecz jest to uważane za polityczny afront i może poważnie obniżyć szanse nominata na akceptację przez Senat. 
Sędziowie sprawują swój urząd dożywotnio, przy czym obowiązek pracy w pełnym wymiarze ciąży na nich do ukończenia 65. roku życia. Następnie mogą przejść w stan spoczynku lub przyjąć status tzw. sędziego seniora czy też starszego sędziego (senior judge). Tacy sędziowie nadal cieszą się pełnią praw i przywilejów, jednak orzekają w zakresie zależnym od własnych możliwości oraz bieżących potrzeb sądu. W praktyce wielu sędziów kontynuuje pracę na takich zasadach nawet mając 80 i więcej lat. Każdy sąd federalny ma ustawowo określoną liczbę sędziów, przy czym nie wlicza się do niej sędziów seniorów. Powyższe zasady nie dotyczą Sądu Najwyższego USA, gdzie instytucja sędziego seniora nie występuje, a sędziowie orzekają na normalnych zasadach do śmierci lub (co w praktyce zdarza się częściej) dowolnie wybranego przez siebie momentu przejścia w stan spoczynku.

### Sędziowie magistraccy
Oprócz pełnoprawnych sędziów federalnych powoływanych i pracujących na opisanych wyżej zasadach, w sądach federalnych orzekają również tzw. federalni sędziowie magistraccy (United States magistrate judges). Są oni powoływani na ośmioletnią kadencję decyzją zgromadzenia sędziów danego dystryktu. Możliwe jest również powołanie sędziego magistrackiego na cztery lata, jeśli pracuje on tylko na pół etatu. Nie ma limitu liczby kadencji, stąd w praktyce wielu sędziów magistrackich pracuje w tym charakterze po 20-30 lat. Sędziowie magistraccy mają za zadanie odciążyć sędziów federalnych w mniej skomplikowanych czynnościach, takich jak wydawanie postanowień o aresztach tymczasowych, poręczeniach majątkowych, nakazach rewizji itp. Mogą także przewodniczyć całemu procesowi karnemu w sprawach, których stopień skomplikowania jest stosunkowo niski, lecz które mimo to muszą toczyć się przed sądem federalnym z uwagi na swój charakter (są to np. drobne przestępstwa przeciwko mieniu federalnemu czy związane z nielegalną imigracją). 
Zaletą instytucji sędziów magistrackich są niższe koszty (ponieważ mają niższe pensje, mniejsze przywileje emerytalne itd.) oraz prostota ich powoływania. Jako najważniejszą wadę wskazuje się brak legitymacji demokratycznej, ponieważ - inaczej niż przy "zwykłych" sędziach federalnych - w procesie ich nominacji nie biorą udziału żadne pochodzące z wyborów powszechnych władze.

## Organizacja
Sądy federalne dzielą się na trzy główne szczeble (poczynając od najniższego):
1. sądy dystryktowe Stanów Zjednoczonych (obecnie jest ich 94)
2. sądy apelacyjne Stanów Zjednoczonych (13)
3. Sąd Najwyższy Stanów Zjednoczonych

Ponadto istnieją sądy specjalne, orzekające w ściśle określonych kategoriach spraw. Działają one poza zwykłą strukturą sądów, jednak również w ich przypadku sądem ostatniej instancji jest Sąd Najwyższy USA. Obecnie są to:
- sądy Stanów Zjednoczonych ds. bankructw
- Sąd Podatkowy Stanów Zjednoczonych
- Sąd Stanów Zjednoczonych ds. Handlu Międzynarodowego
- Sąd Stanów Zjednoczonych ds. Roszczeń Federalnych
- Sąd Stanów Zjednoczonych ds. Inwigilacji Obcych Wywiadów
- Sąd Stanów Zjednoczonych ds. Deportacji Terrorystów Obcokrajowców
- Sąd Apelacyjny Stanów Zjednoczonych ds. Roszczeń Weteranów
- Sąd Apelacyjny Stanów Zjednoczonych dla Sił Zbrojnych i sądy wojskowe niższej rangi
- Sąd Apelacyjny Stanów Zjednoczonych dla Okręgu Federalnego
- Sąd Odwoławczy Stanów Zjednoczonych ds. Inwigilacji Obcych Wywiadów

## Dystrykty sądowe i okręgi apelacyjne
Na potrzeby sądownictwa federalnego całe terytorium USA podzielone jest na dystrykty sądowe (districts) oraz okręgi apelacyjne (circuits). Funkcjonują one zupełnie niezależnie od podziałów stosowanych przez sądy stanowe. Każdy dystrykt jest na stałe przypisany do okręgu apelacyjnego - wszystkie odwołania od decyzji sądu dystryktowego trafiają do sądu apelacyjnego dla danego okręgu. Granice dystryktów oraz okręgów apelacyjnych nie mogą przecinać granic stanów. W przypadku stanów z jednym dystryktem, nazwa stanu jest zarazem nazwą dystryktu. Jeśli w jednym stanie jest więcej dystryktów, ich nazwy muszą orientacyjnie określać, które części stanów im podlegają (np. południowa Kalifornia). Okręgi apelacyjne są (z dwoma wyjątkami) określane numerami. 
Dopuszcza się, aby sądy dystryktowe oraz w szczególności sądy apelacyjne zbierały się na posiedzenia w różnych miejscach na obszarze swojej jurysdykcji. Wychodzi się tu z założenia, iż łatwiej jest dojechać na rozprawę do odległego miasta składowi sędziowskiemu (zwłaszcza, że koszt podróży pokrywa państwo) niż obywatelowi czy innej stronie postępowania. Każdy sędzia federalny ma przypisane podstawowe miejsce orzekania (duty station), jednak w razie potrzeby może również orzekać poza swoją stałą siedzibą, pod warunkiem, że miejsce to znajduje się w granicach jurysdykcji swego sądu. Liczebność składów orzekających zależy od charakteru poszczególnych spraw.

### Lista sądów
Kursywą oznaczono sądy nienależące bezpośrednio do systemu sądów federalnych USA, których decyzje podlegają jednak zaskarżeniu bezpośrednio do federalnych sądów apelacyjnych. Sądy takie działają na terytoriach zależnych USA (poza Portoryko, gdzie działa normalny sąd dystryktowy USA).
- Sąd Najwyższy USA
- Sąd Apelacyjny USA dla Pierwszego Okręgu (główna siedziba: Boston)
  - Sąd Dystryktowy USA dla Dystryktu Maine
  - Sąd Dystryktowy USA dla Dystryktu Massachusetts
  - Sąd Dystryktowy USA dla Dystryktu New Hampshire
  - Sąd Dystryktowy USA dla Dystryktu Portoryko
  - Sąd Dystryktowy USA dla Dystryktu Rhode Island
- Sąd Apelacyjny USA dla Drugiego Okręgu (główna siedziba: Nowy Jork)
  - Sąd Dystryktowy USA dla Dystryktu Connecticut
  - Sąd Dystryktowy USA dla Wschodniego Dystryktu Nowego Jorku
  - Sąd Dystryktowy USA dla Zachodniego Dystryktu Nowego Jorku
  - Sąd Dystryktowy USA dla Północnego Dystryktu Nowego Jorku
  - Sąd Dystryktowy USA dla Południowego Dystryktu Nowego Jorku
  - Sąd Dystryktowy USA dla Dystryktu Vermont
- Sąd Apelacyjny USA dla Trzeciego Okręgu (główna siedziba: Filadelfia)
  - Sąd Dystryktowy USA dla Dystryktu Delaware
  - Sąd Dystryktowy USA dla Dystryktu New Jersey
  - Sąd Dystryktowy USA dla Wschodniego Dystryktu Pensylwanii
  - Sąd Dystryktowy USA dla Środkowego Dystryktu Pensylwanii
  - Sąd Dystryktowy USA dla Zachodniego Dystryktu Pensylwanii
  - Sąd Dystryktowy Wysp Dziewiczych
- Sąd Apelacyjny USA dla Czwartego Okręgu (główna siedziba: Richmond)
  - Sąd Dystryktowy USA dla Dystryktu Maryland
  - Sąd Dystryktowy USA dla Wschodniego Dystryktu Karoliny Północnej
  - Sąd Dystryktowy USA dla Środkowego Dystryktu Karoliny Północnej
  - Sąd Dystryktowy USA dla Zachodniego Dystryktu Karoliny Północnej
  - Sąd Dystryktowy USA dla Dystryktu Karoliny Południowej
  - Sąd Dystryktowy USA dla Wschodniego Dystryktu Wirginii
  - Sąd Dystryktowy USA dla Zachodniego Dystryktu Wirginii
  - Sąd Dystryktowy USA dla Północnego Dystryktu Wirginii Zachodniej
  - Sąd Dystryktowy USA dla Południowego Dystryktu Wirginii Zachodniej
- Sąd Apelacyjny USA dla Piątego Okręgu (główna siedziba: Nowy Orlean)
  - Sąd Dystryktowy USA dla Wschodniego Dystryktu Luizjany
  - Sąd Dystryktowy USA dla Środkowego Dystryktu Luizjany
  - Sąd Dystryktowy USA dla Zachodniego Dystryktu Luizjany
  - Sąd Dystryktowy USA dla Północnego Dystryktu Missisipi
  - Sąd Dystryktowy USA dla Południowego Dystryktu Missisipi
  - Sąd Dystryktowy USA dla Wschodniego Dystryktu Teksasu
  - Sąd Dystryktowy USA dla Zachodniego Dystryktu Teksasu
  - Sąd Dystryktowy USA dla Północnego Dystryktu Teksasu
  - Sąd Dystryktowy USA dla Południowego Dystryktu Teksasu
- Sąd Apelacyjny USA dla Szóstego Okręgu (główna siedziba: Cincinnati)
  - Sąd Dystryktowy USA dla Wschodniego Dystryktu Kentucky
  - Sąd Dystryktowy USA dla Zachodniego Dystryktu Kentucky
  - Sąd Dystryktowy USA dla Wschodniego Dystryktu Michigan
  - Sąd Dystryktowy USA dla Zachodniego Dystryktu Michigan
  - Sąd Dystryktowy USA dla Północnego Dystryktu Ohio
  - Sąd Dystryktowy USA dla Południowego Dystryktu Ohio
  - Sąd Dystryktowy USA dla Wschodniego Dystryktu Tennessee
  - Sąd Dystryktowy USA dla Środkowego Dystryktu Tennessee
  - Sąd Dystryktowy USA dla Zachodniego Dystryktu Tennessee
- Sąd Apelacyjny USA dla Siódmego Okręgu (główna siedziba: Chicago)
  - Sąd Dystryktowy USA dla Centralnego Dystryktu Illinois
  - Sąd Dystryktowy USA dla Północnego Dystryktu Illinois
  - Sąd Dystryktowy USA dla Południowego Dystryktu Illinois
  - Sąd Dystryktowy USA dla Północnego Dystryktu Indiany
  - Sąd Dystryktowy USA dla Południowego Dystryktu Indiany
  - Sąd Dystryktowy USA dla Wschodniego Dystryktu Wisconsin
  - Sąd Dystryktowy USA dla Zachodniego Dystryktu Wisconsin
- Sąd Apelacyjny USA dla Ósmego Okręgu (główna siedziba: Saint Louis)
  - Sąd Dystryktowy USA dla Wschodniego Dystryktu Arkansas
  - Sąd Dystryktowy USA dla Zachodniego Dystryktu Arkansas
  - Sąd Dystryktowy USA dla Północnego Dystryktu Iowa
  - Sąd Dystryktowy USA dla Południowego Dystryktu Iowa
  - Sąd Dystryktowy USA dla Dystryktu Minnesoty
  - Sąd Dystryktowy USA dla Wschodniego Dystryktu Missouri
  - Sąd Dystryktowy USA dla Zachodniego Dystryktu Missouri
  - Sąd Dystryktowy USA dla Dystryktu Nebraski
  - Sąd Dystryktowy USA dla Dystryktu Dakoty Północnej
  - Sąd Dystryktowy USA dla Dystryktu Dakoty Południowej
- Sąd Apelacyjny USA dla Dziewiątego Okręgu (główne siedziby: San Francisco, Pasadena, Seattle, Portland)
  - Sąd Dystryktowy USA dla Dystryktu Alaski
  - Sąd Dystryktowy USA dla Dystryktu Arizony
  - Sąd Dystryktowy USA dla Centralnego Dystryktu Kalifornii
  - Sąd Dystryktowy USA dla Wschodniego Dystryktu Kalifornii
  - Sąd Dystryktowy USA dla Północnego Dystryktu Kalifornii
  - Sąd Dystryktowy USA dla Południowego Dystryktu Kalifornii
  - Sąd Dystryktowy USA dla Dystryktu Hawajów
  - Sąd Dystryktowy USA dla Dystryktu Idaho
  - Sąd Dystryktowy USA dla Dystryktu Montany
  - Sąd Dystryktowy USA dla Dystryktu Nevady
  - Sąd Dystryktowy USA dla Dystryktu Oregonu
  - Sąd Dystryktowy USA dla Wschodniego Dystryktu Waszyngtonu
  - Sąd Dystryktowy USA dla Zachodniego Dystryktu Waszyngtonu
  - Sąd Dystryktowy Guam
  - Sąd Dystryktowy Marianów Północnych
- Sąd Apelacyjny USA dla Dziesiątego Okręgu (główna siedziba: Denver)
  - Sąd Dystryktowy USA dla Dystryktu Kolorado
  - Sąd Dystryktowy USA dla Dystryktu Kansas
  - Sąd Dystryktowy USA dla Dystryktu Nowego Meksyku
  - Sąd Dystryktowy USA dla Wschodniego Dystryktu Oklahomy
  - Sąd Dystryktowy USA dla Północnego Dystryktu Oklahomy
  - Sąd Dystryktowy USA dla Zachodniego Dystryktu Oklahomy
  - Sąd Dystryktowy USA dla Dystryktu Utah
  - Sąd Dystryktowy USA dla Dystryktu Wyoming
- Sąd Apelacyjny USA dla Jedenastego Okręgu (główna siedziba: Atlanta)
  - Sąd Dystryktowy USA dla Środkowego Dystryktu Alabamy
  - Sąd Dystryktowy USA dla Północnego Dystryktu Alabamy
  - Sąd Dystryktowy USA dla Południowego Dystryktu Alabamy
  - Sąd Dystryktowy USA dla Środkowego Dystryktu Florydy
  - Sąd Dystryktowy USA dla Północnego Dystryktu Florydy
  - Sąd Dystryktowy USA dla Południowego Dystryktu Florydy
  - Sąd Dystryktowy USA dla Północnego Dystryktu Georgii
  - Sąd Dystryktowy USA dla Środkowego Dystryktu Georgii
  - Sąd Dystryktowy USA dla Południowego Dystryktu Georgii
- Sąd Apelacyjny USA dla Okręgu Dystryktu Kolumbii
  - Sąd Dystryktowy USA dla Dystryktu Kolumbii
- Sąd Apelacyjny USA dla Okręgu Federalnego (o zasięgu obejmującym całe Stany Zjednoczone, ale tylko w zakresie odwołań od decyzji niektórych instytucji federalnych, m.in. w sprawach patentowych oraz dotyczących roszczeń wobec władz federalnych USA)

### Mapa
Poniższa mapa pokazuje podział USA na federalne dystrykty sądowe i okręgi apelacyjne: 